# 城崎溫泉

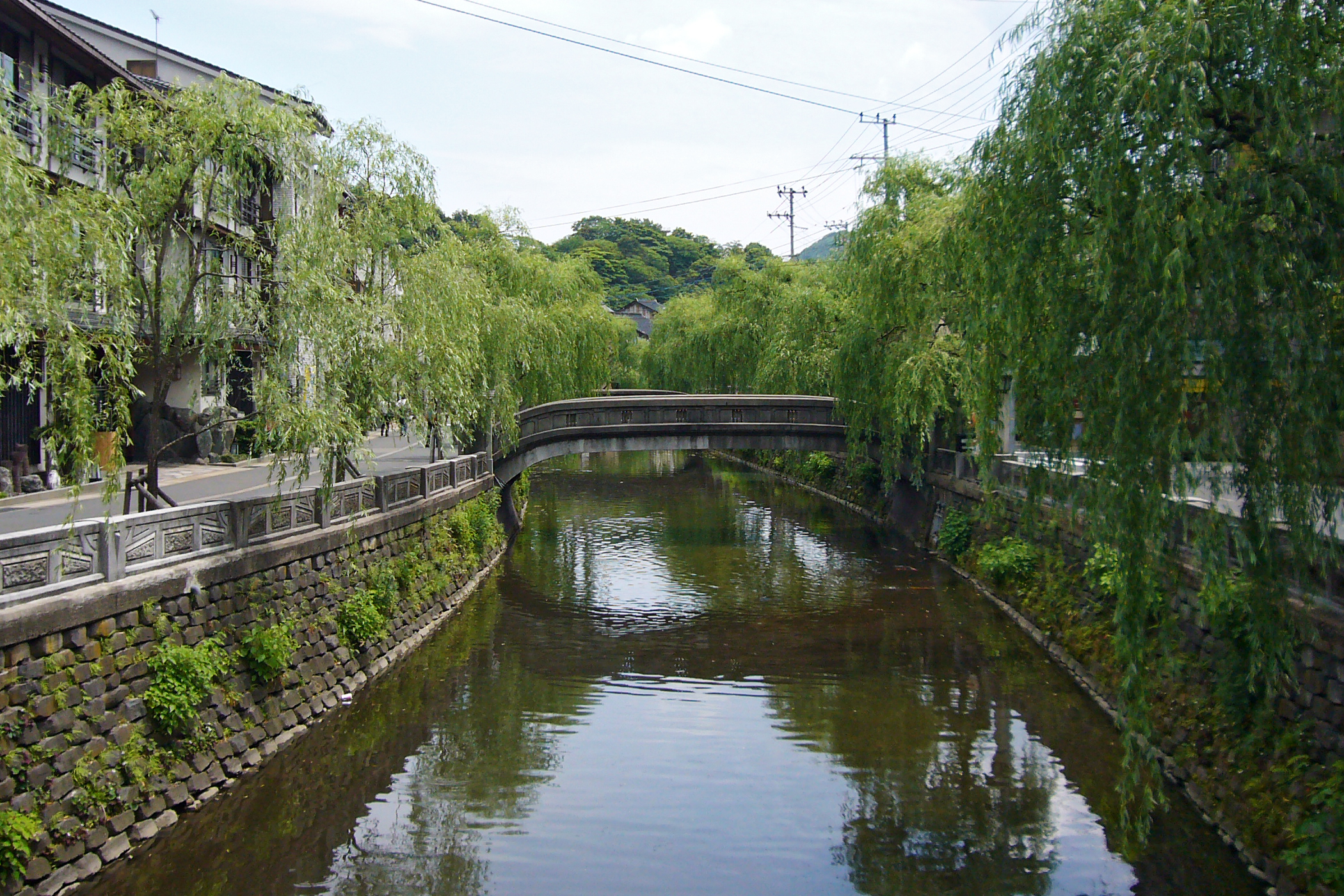
流經溫泉街中心的大谿川

城崎溫泉（日语：／ Kinosaki onsen）是日本兵庫縣豐岡市城崎町的溫泉。百名湯之一。

## 泉質
- 食塩泉 - 源泉溫度37℃〜83℃。

## 溫泉街

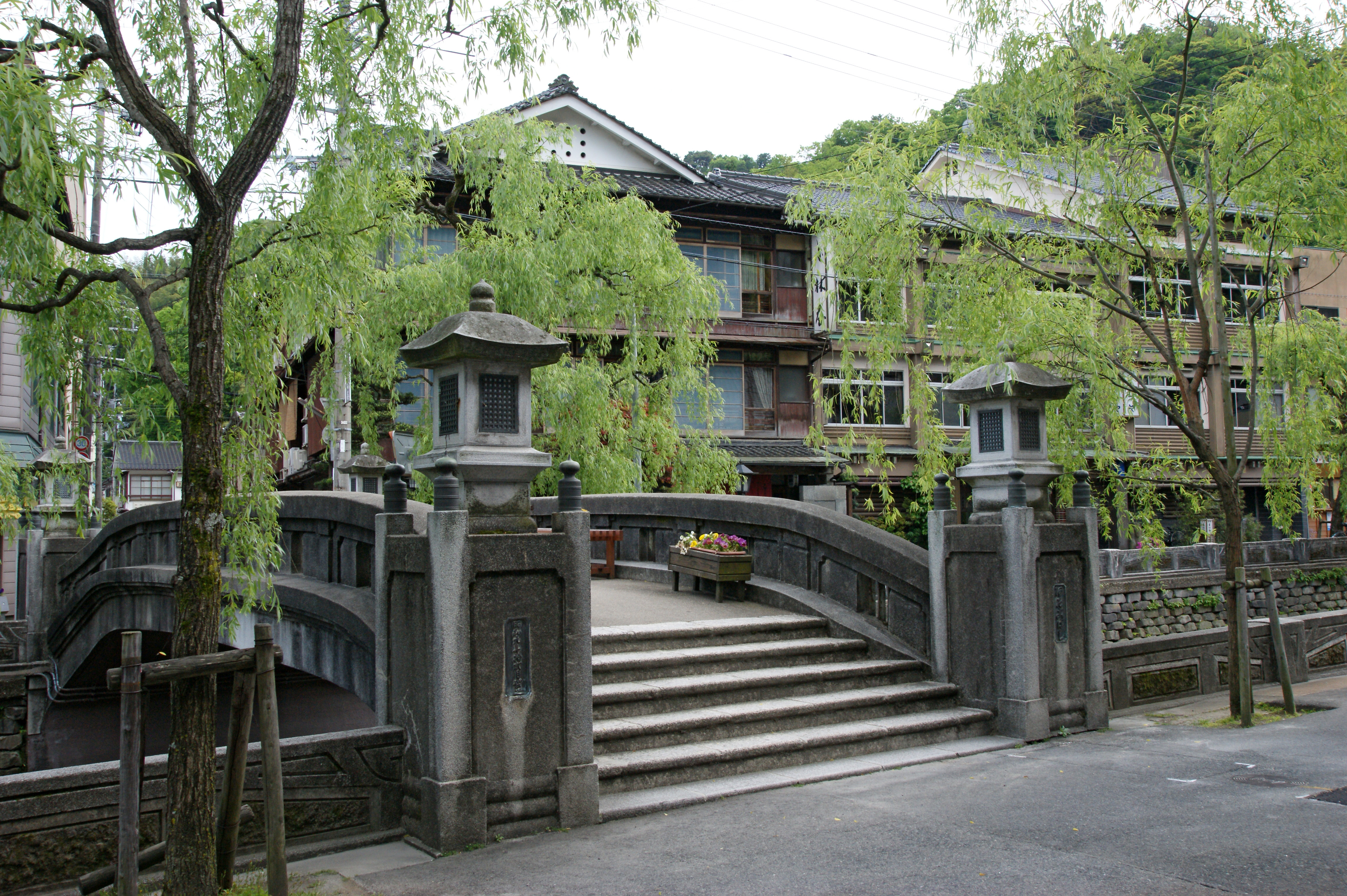
愛宕橋

平安時代以來擁有1300年歷史的溫泉。以七湯的外湯為主體，溫泉街沿著連接城崎溫泉車站和外湯的大谿川形成，川畔的柳樹散發特殊風情。

## 外湯
外湯是一之湯、御所之湯、曼荼羅湯、里之湯、柳湯、地藏湯、鴻之湯的七湯

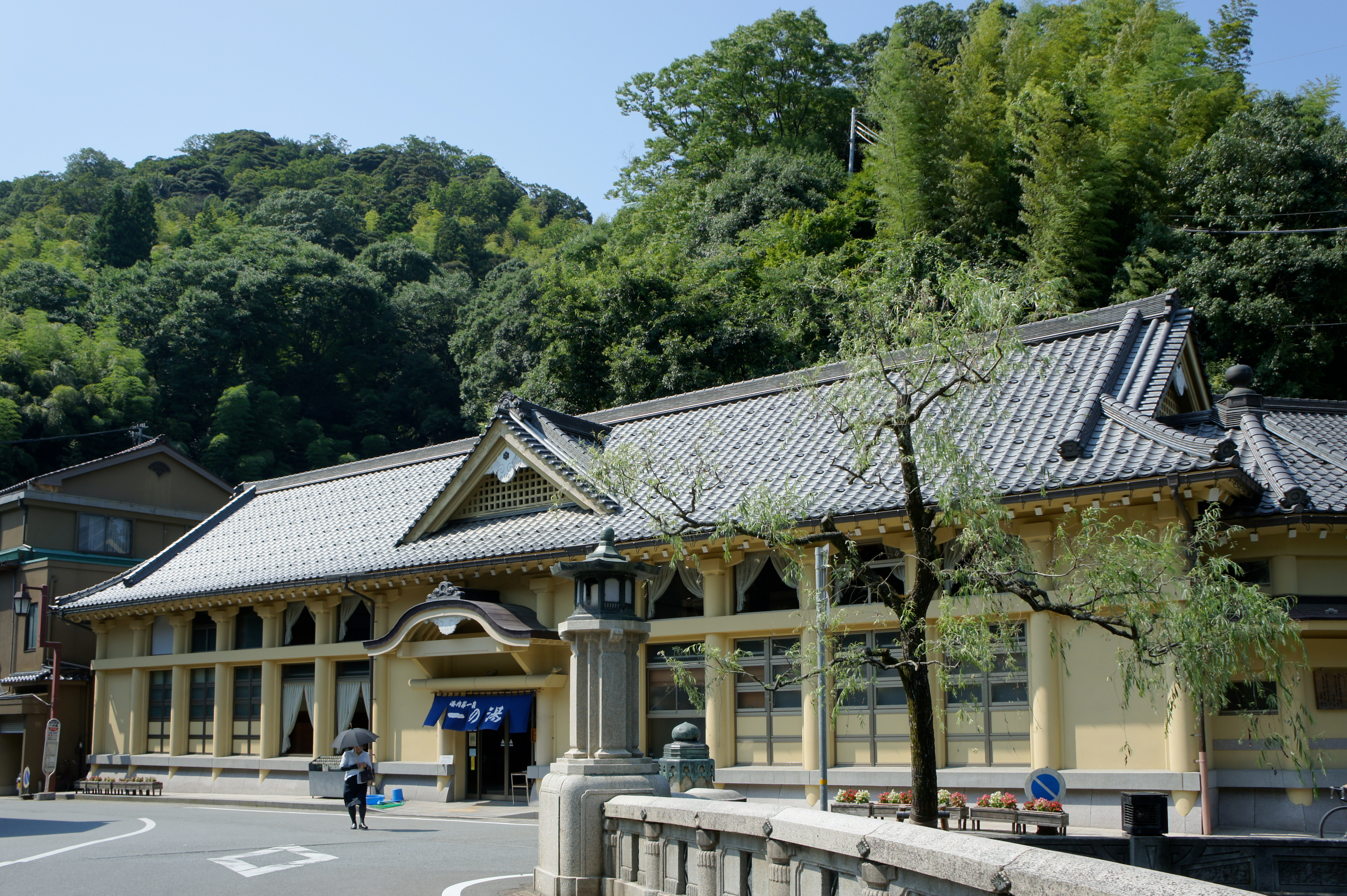
一之湯，有海内第一湯之稱。
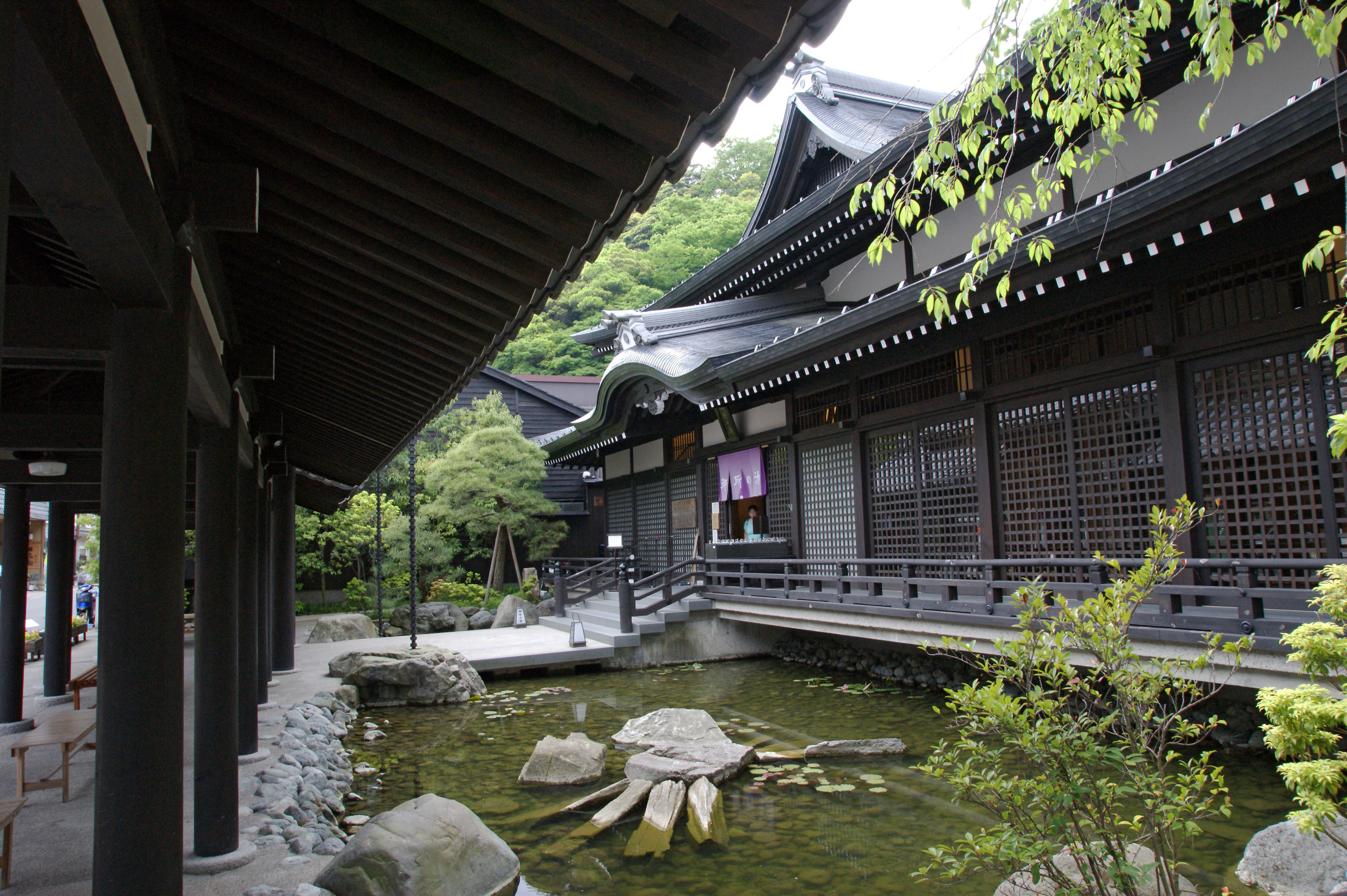
御所之湯，後白河天皇御姉安嘉門院入湯之湯。
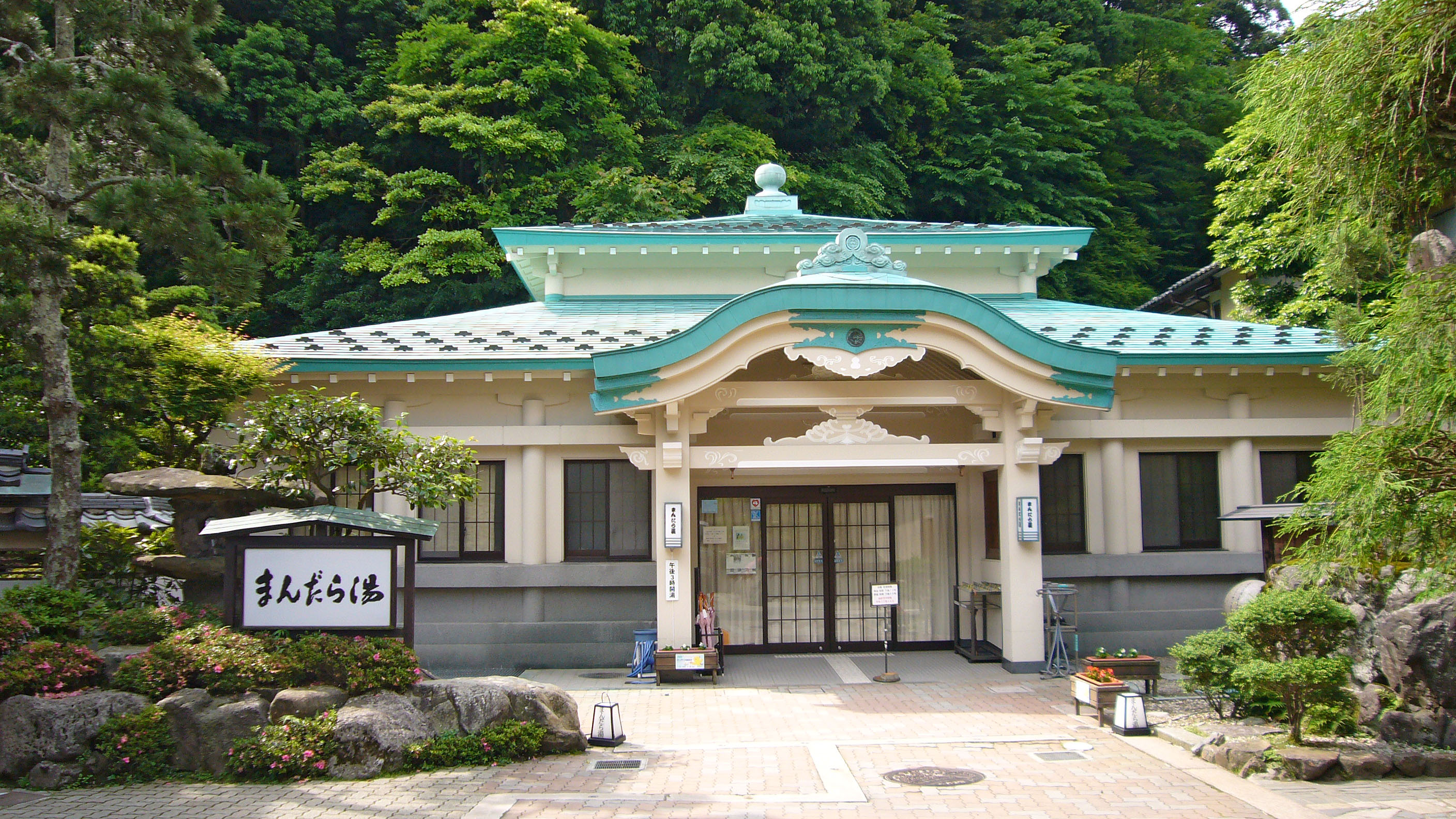
曼荼羅湯，道智上人一千日修法之湯。
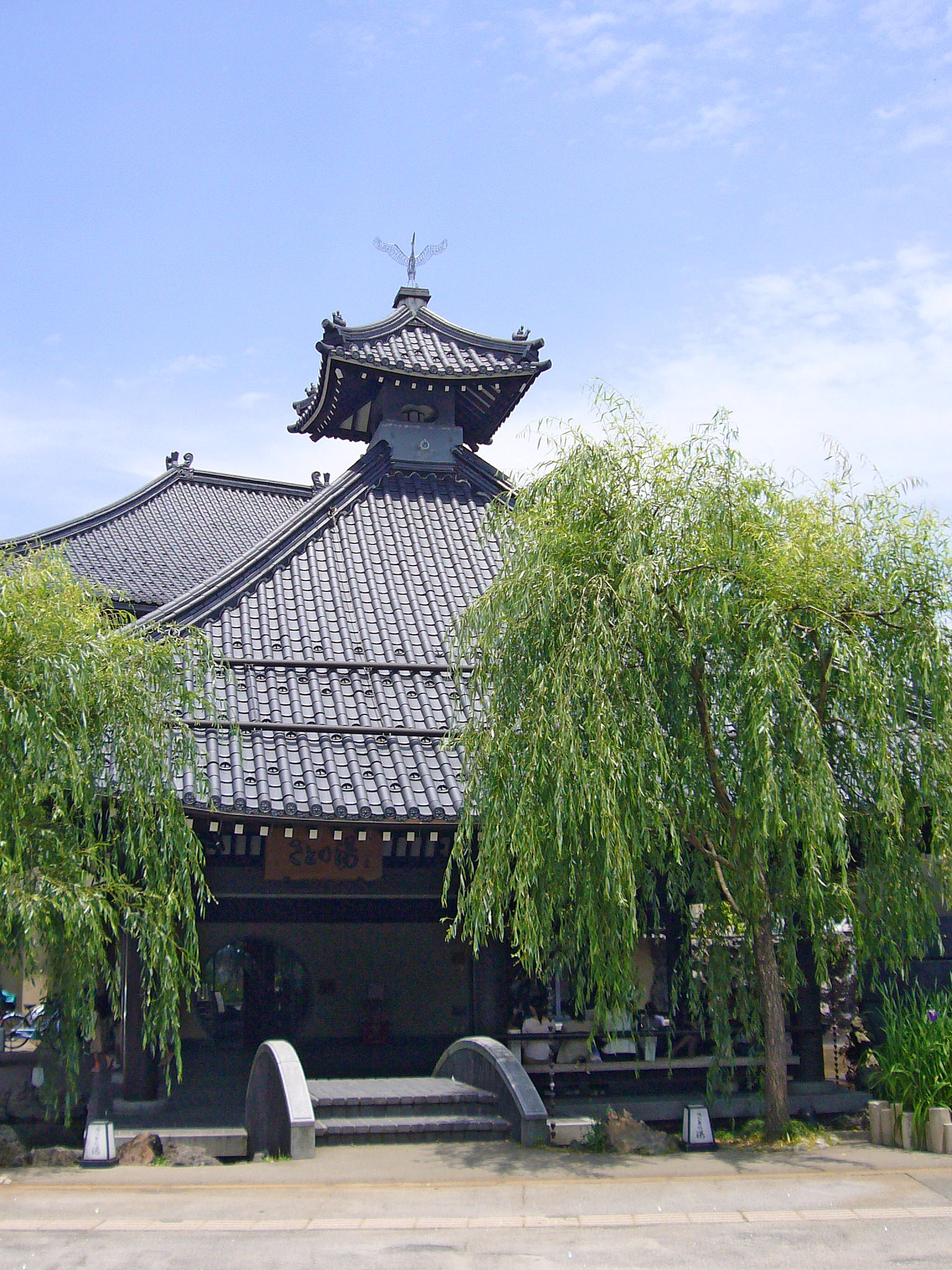
里之湯，日本最大的驛舍溫泉。
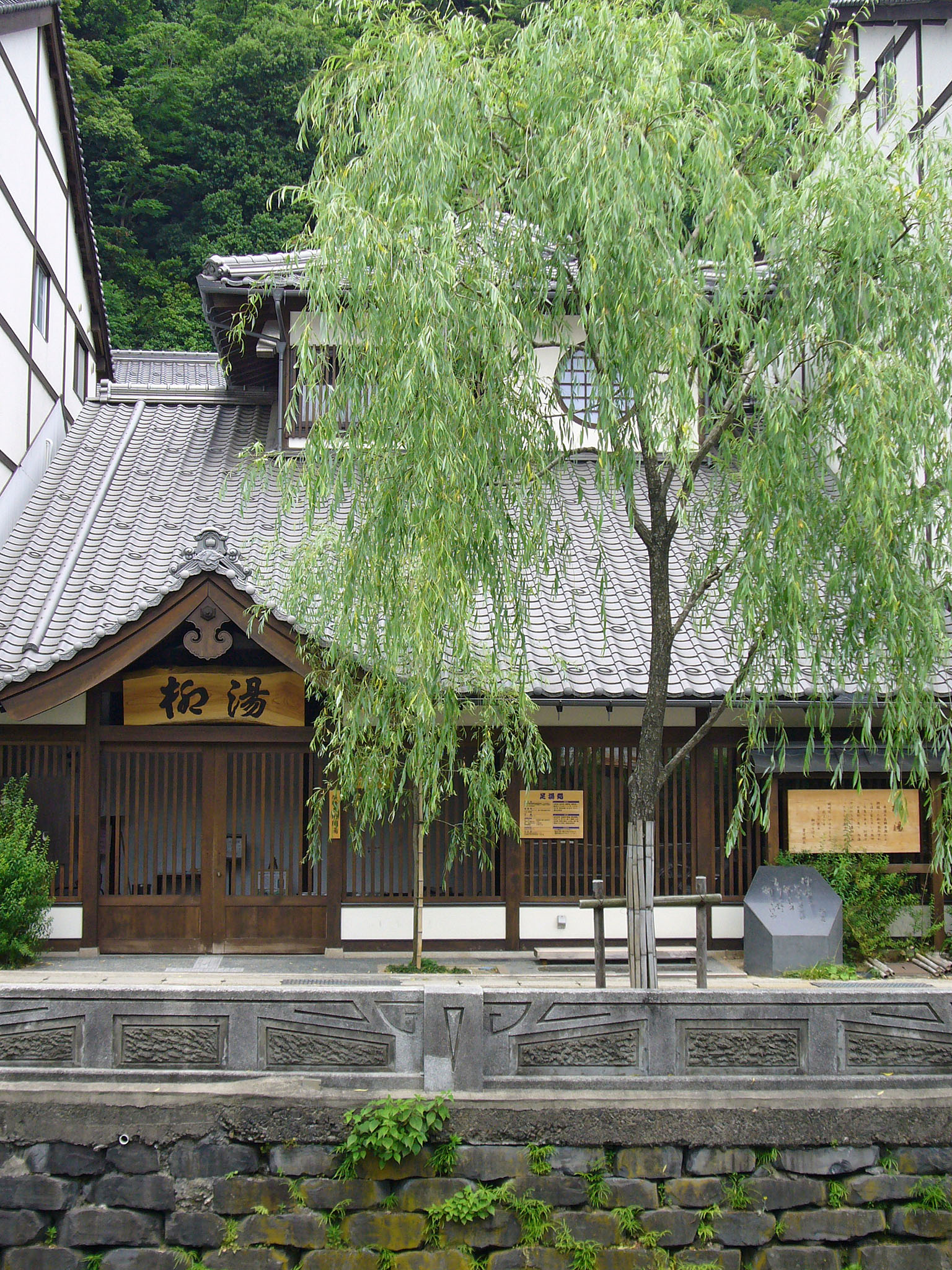
柳湯，柳樹下湧出之湯。
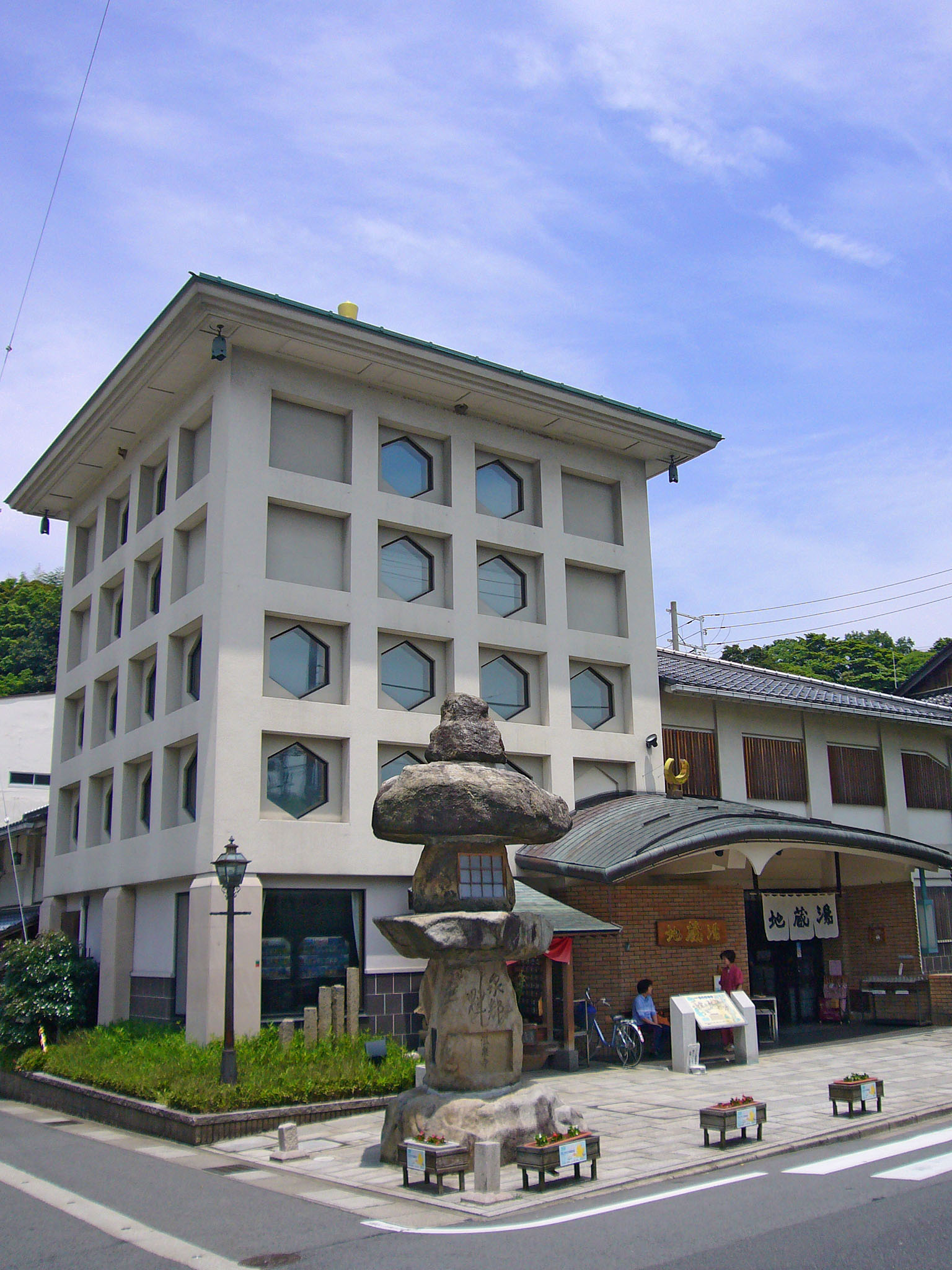
地藏湯，里人之湯。
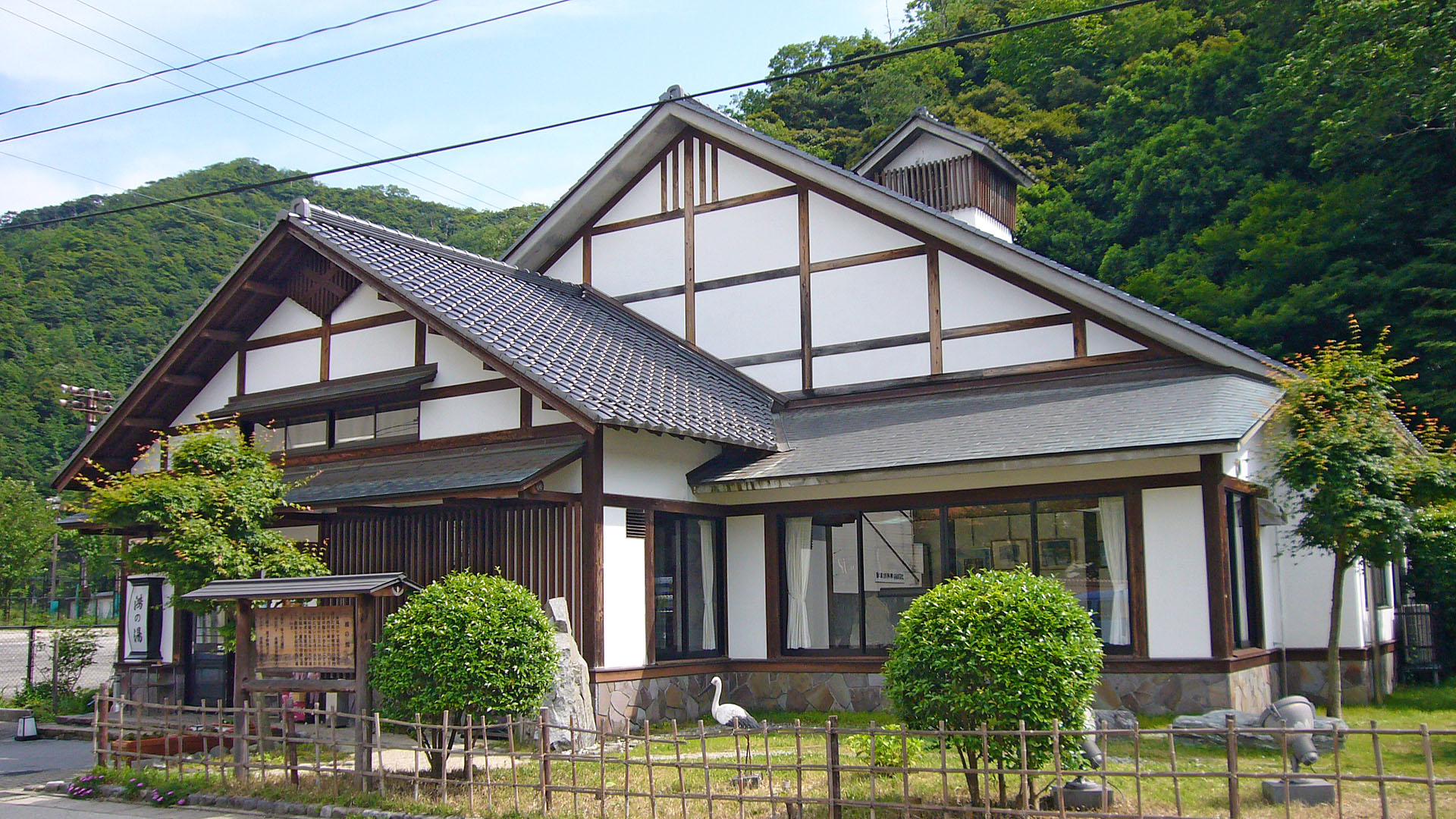
鴻之湯，鸛療傷之湯。

## 關連項目
- 溫泉、溫泉街、日本溫泉列表、溫泉番付
- 在城之崎

## 外部連結
- 城崎温泉観光協会（页面存档备份，存于）
- 豊岡市役所温泉課